# Administrator bezpieczeństwa informacji
Administrator bezpieczeństwa informacji (ABI) – termin prawniczy, który w prawie polskim został wprowadzony ustawą z dnia 29 sierpnia 1997 r. o ochronie danych osobowych. Oznaczał osobę zapewniającą przestrzeganie przepisów o ochronie danych osobowych u administratora danych.  Obowiązki ABI regulowała ustawa z dnia 29 sierpnia 1997 r. o ochronie danych osobowych oraz wydane na jej podstawie rozporządzenia. Imię i nazwisko osób pełniących funkcję ABI były także publikowane w publicznym rejestrze, prowadzonym przez GIODO.
Od 25 maja 2018 r., w związku z wejściem w życie ogólnego rozporządzenia o ochronie danych RODO instytucja ABI została zastąpiona przez inspektora ochrony danych (IOD).
Osoby, które przed 25 maja 2018 r. pełniły funkcję ABI, automatycznie stały się inspektorami ochrony danych na okres od 25 maja 2018 r. do 31 sierpnia 2018 r. Po 1 września 2018 r. osoby te nadal pełnią funkcję IOD, o ile administrator danych – zgodnie z art. 10 ust. 1 ustawy o ochronie danych osobowych – zawiadomi o tym Prezesa Urzędu Ochrony Danych Osobowych.